# Amt Mittleres Nordfriesland
Das Amt Mittleres Nordfriesland ist ein am 1. April 2008 gebildetes Amt der Gemeinden der ehemaligen Ämter Bredstedt-Land und Stollberg und der bis dahin amtsfreien Stadt Bredstedt, in der sich der Verwaltungssitz befindet.

## Lage
Das Amt wird begrenzt im Westen durch die Nordsee und die amtsfreie Gemeinde Reußenköge, im Norden durch das Amt Südtondern, im Osten und Südosten durch die Ämter Schafflund (Kreis Schleswig-Flensburg) und Viöl und im Süden durch das Amt Nordsee-Treene. Das Gebiet entspricht zu großen Teilen dem historischen Verwaltungsbezirk Nordergoesharde.

## Amtsangehörige Gemeinden
| - Ahrenshöft - Almdorf - Bargum - Bohmstedt - Bordelum - Bredstedt, Stadt - Breklum | - Drelsdorf - Goldebek - Goldelund - Högel - Joldelund - Kolkerheide | - Langenhorn - Lütjenholm - Ockholm - Sönnebüll - Struckum - Vollstedt |

## Amtsvorsteher
Für die Wahlperiode 2023–2028 wurde Olde Oldsen in das Amt des Amtsvorstehers gewählt.

## Verwaltungsgemeinschaft
Das Amt Mittleres Nordfriesland führt im Rahmen einer Verwaltungsgemeinschaft die Verwaltungsgeschäfte der amtsfreien Gemeinde Reußenköge.

## Verwaltungsgebäude

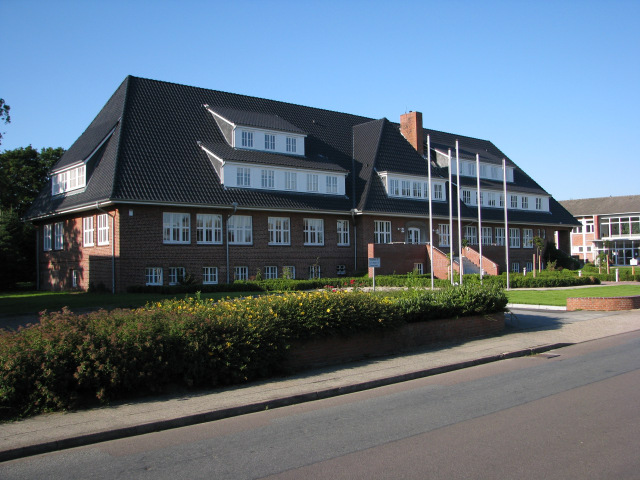
Verwaltungsgebäude des Amtes Mittleres Nordfriesland

Das Verwaltungsgebäude des Amtes, die ehemalige Landwirtschaftsschule in Bredstedt, befindet sich nicht im Eigentum des Amtes, sondern wird für einen Zeitraum von 20 Jahren von der Gemeinde Reußenköge gemietet, die das Gebäude zum Ende des Jahres 2006 vom Land Schleswig-Holstein gekauft und bis Ende März 2008 modernisiert hat. Die Gemeinde Reußenköge, die bisher ihre Verwaltungsgeschäfte von der Stadt Bredstedt erledigen ließ, hat ihre Amtsfreiheit behalten, wird aber nunmehr durch einen Verwaltungsvertrag vom neuen Amt Mittleres Nordfriesland betreut. Der Mietzins wird dabei mit dem Verwaltungsbeitrag verrechnet. Nach 20 Jahren wird das Gebäude zur Hälfte auf das Amt übergehen.